# Long Island Sound

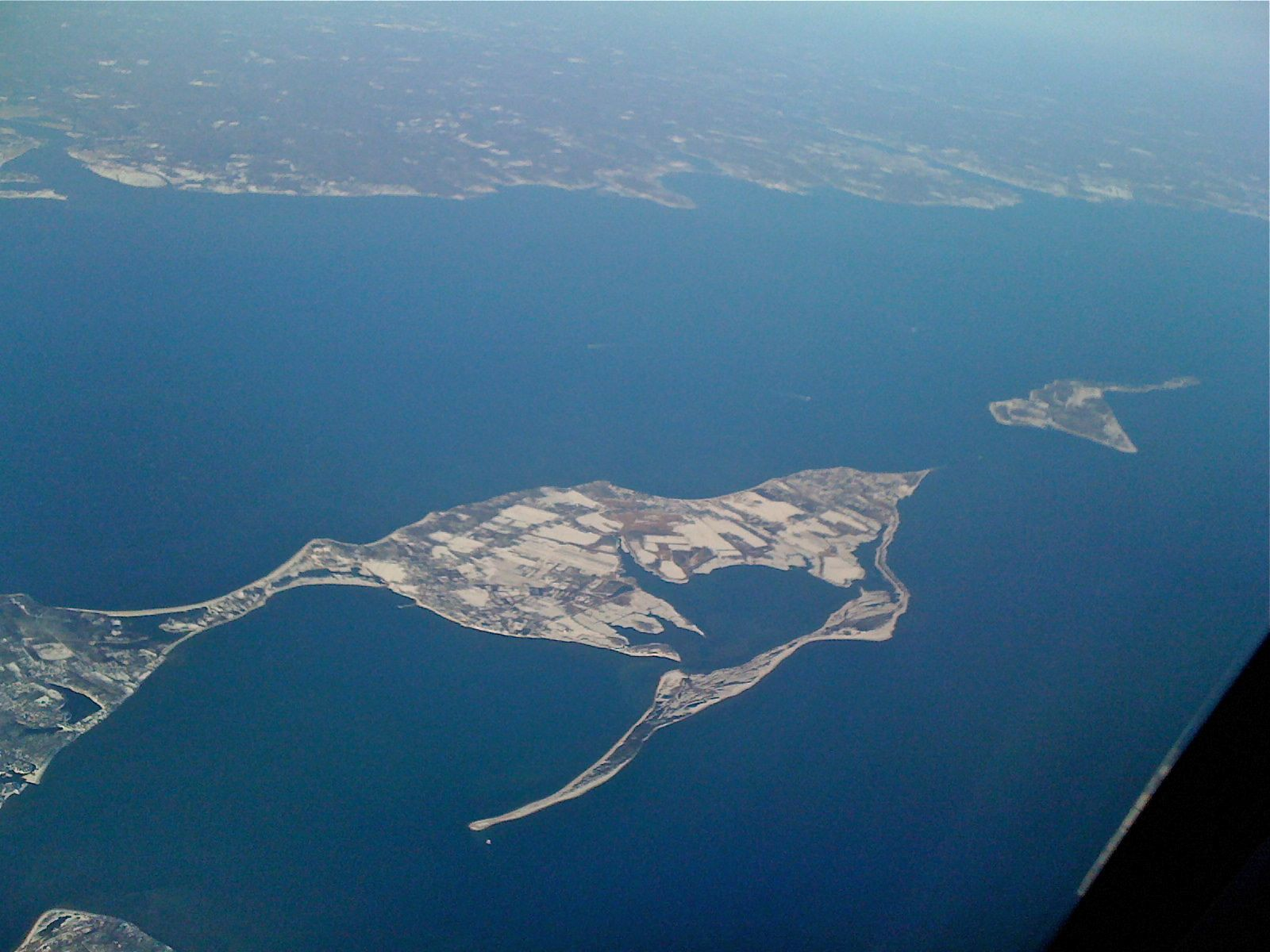
Long Island Sound

Long Island Sound (ˌlɑːŋˈaɪlənd saʊnd) je průliv, někdy také označován jako záliv či estuár, na atlantickém pobřeží Severní Ameriky. Nachází se na východním pobřeží Spojených států amerických mezi Connecticutem na severu, ostrovem Long Island na jihu a městem New York na západě. Je dlouhý asi 150 km a široký místy přes 30 km. Jeho maximální hloubka činí 91 metrů.
Na severu poblíž města Old Saybrook do průlivu ústí řeka Connecticut. Na západním konci je průliv ohraničen Bronxem a Westchester County. Zde se průliv zužuje do úžiny East River, která ho spojuje s estuárem řeky Hudson. Na východní straně přechází do Block Island Sound. Díky své uzavřenosti a sladkovodním přítokům má Long Island Sound nižší slanost než volný oceán. 